# 石棉过路黄
石棉过路黄（学名：Lysimachia shimianensis）为报春花科珍珠菜属的植物，为中国的特有植物。分布在中国大陆的四川等地，目前尚未由人工引种栽培。